# Sabra (Marroc)
Sabra és una comuna rural del Marroc a la regió de Nador, a la plana d'Ouled-Settout a la vora de la carretera nacional al sud de Zaio. Una gran part de la zona està regada mercès a un embassament anomenat Mechraa Hamadi construït a finals dels anys seixanta del segle xx; es cultiven taronges, olives i raïm.